# Deutsche Zeitung im Ostland
Die Deutsche Zeitung im Ostland (DZO) war eine Tageszeitung, die während des Deutsch-Sowjetischen Krieges vom 5. August 1941 bis zum 8. Mai 1945 im Reichskommissariat Ostland mit Redaktionssitz in Riga erschien. Herausgeber war der Europa-Verlag, ein von Rolf Rienhardt geleitetes Tochterunternehmen des Franz-Eher-Verlags, unter Max Amann.

## Geschichte
Im besetzten Polen, anschließend in Nord- und Westeuropa waren bereits eine Reihe von Besatzungszeitungen gegründet worden (in chronologischer Reihenfolge: Krakauer Zeitung, Deutsche Zeitung in Norwegen, Deutsche Zeitung in den Niederlanden, Brüsseler Zeitung und Pariser Zeitung, ohne Berücksichtigung annektierter Gebiete). Obwohl sich aus dem Namen der DZO schließen ließe, dass sie im Reichskommissariat einen exklusiven Status hatte, erschienen mit der Revaler, Minsker, Kauener und Wilnaer Zeitung noch weitere Besatzungsblätter.
Trotz der Anlaufschwierigkeiten konnte bereits anderthalb Monate nach Kriegsbeginn die Erstausgabe herausgegeben werden. Als Hauptschriftleiter agierte in den ersten Monaten Emil Frotscher, der bereits andere Stationen dieser Art hinter sich hatte (Hauptschriftleiter der Deutschen Zeitung in den Niederlanden, stellvertretender Hauptschriftleiter der Pariser Zeitung). Zusätzlich hatte man Fritz Michel, vormals bei der Kieler Nordischen Rundschau, als vorerst stellvertretenden Hauptschriftleiter geholt, der nach dem Ende von Frotschers Aufbauarbeit dessen Position übernahm. Michel war eine lokale Größe im Kulturbetrieb und Pressewesen des Kreises Schleswig und auch als Lyriker recht erfolgreich gewesen. Ursprünglich von nationalliberaler Gesinnung (er war in den 1920er Jahren Mitglied der Deutschen Volkspartei und Freimaurer) hatte er sich erst später dem Nationalsozialismus zugewandt und 1933 eine Bücherverbrennung in Schleswig in der örtlichen Zeitung in einem Gedicht gefeiert.
Zu den weiteren Mitarbeitern zählten der zu jener Zeit als Kriegsberichtserstatter arbeitende Musikwissenschaftler Kurt Honolka sowie eine Reihe anderer Autoren, die ansonsten auch für Publikationen wie Signal schrieben oder deren Beiträge ebenfalls in Schwesterblättern der DZO erschienen.
Nachdem Michel bereits in den Jahren 1923 bis 1937 Hauptschriftleiter der Schleswiger Nachrichten gewesen war, konnte er von 1949 bis 1965 dort wieder in seiner früheren Position an diese Zeit anschließen.